# Хирургия молочной железы
Хирургия молочной железы — совокупность методов хирургических вмешательств на молочных железах.

## Разновидности
- Уменьшение молочных желез (редукционная маммопластика)
- Увеличивающая пластика молочных желёз
- Мастэктомия
- Лампэктомия (секторальная резекция молочной железы по поводу удаления опухоли)
- Органосохраняющая операция при раке молочной железы (менее радикальная, чем мастэктомия)
- Мастопексия (коррекция и фиксация отвислой молочной железы)
- Хирургия абсцессов молочной железы, в том числе вскрытие и дренирование, а также удаление молочных протоков
- Хирургическая биопсия молочной железы
- Микродохэктомия (удаление молочного протока)

## Осложнения
После выполнения хирургического вмешательства на молочной железе, большинство из возможных осложнений связаны с послеоперационным заживлением ран. Наиболее вероятны общехирургические осложнения, такие как гематома (послеоперационное кровотечение), серома (накопление жидкости), или загноение места надреза (раневая инфекция).

## Биоинженерия груди
Молочная железа после перенесенной мастэктомии, форма которой восстановлена при помощи имплантатов, не имеет оболочки мягкой ткани естественной груди. Поздние осложнения, связанные с имплантатами, такие как контурирование имплантата, рипплинг (кожная рябь после увеличения груди; «эффект стиральной доски» — послеоперационное осложнение после маммопластики, когда карман, в котором находится имплантат, сформирован неправильно, слишком большим или растянулся, то имплантат под собственным весом слегка отходит от грудной стенки, натягивая кожу складками), сморщивание кожи, которые часто появляются вблизи верхнего полюса, могут быть связаны с дефицитом мягких тканей. Устранение этих недостатков связано с использованием подходов «биоинженерии молочных желез», в рамках которого в практической медицине используется комбинация биологического матрикса и/или аутологичной трансплантации жировой ткани поверх увеличенного объёма мягких тканей груди на втором этапе двухэтапной процедуры реконструкции молочной железы. Совершенствование покрытия мягких тканей не только дополняет объём и форму, но и изменяет механизм реакции тканей хозяина-реципиента на имплантируемое инородное тело